# Saison 5 de Ballers
 (mars 2025).
Cet article présente la saison 5 de la série télévisée Ballers.

## Distribution[1]
- Dwayne Johnson (Spencer Strasmore)
- Rob Corddry (Joe Krutel)
- John David Washington (RIcky Jerret)
- Omar Benson Miller (Charles Greane)

- Donovan Carter (Vernon Littlefield)
- Troy Garity (Jason Antolotti)
- London Brown (Reggie)
- Brittany S. Hall (Amber)
- Tim Johnson Jr (Lazar)
- Russel Brand

## Épisodes
La saison comporte 8 épisodes.